# Fano Jazz by the Sea
Fano Jazz by the Sea è un festival di musica jazz, che si tiene a Fano (PU) dal 1993, generalmente alla fine di luglio.

## Storia
Nacque come appendice sul mare del più noto festival Umbria Jazz con il nome di Umbria Jazz by the Sea nel 1991. Due anni più tardi prese il suo attuale nome sotto la direzione artistica di Adriano Mazzoletti.
Dal 1995 la direzione artistica è affidata ad Adriano Pedini ed il festival passa da 20 ad 8 giornate.
Dal 1999 al 2003 il festival si riduce ulteriormente a 4 giorni. A partire dal 2004 torna ad assumere una dimensione temporale di una settimana. Dal 2006 si è sempre svolto nella seconda metà del mese di luglio.
Nel 2013 il festival rischiò di chiudere i battenti in seguito al taglio da parte del Comune di Fano del contributo a favore di Fano Jazz by the Sea. Venne quindi lanciata una petizione online a sostegno del festival.
Oltre 1500 sostenitori manifestarono la propria vicinanza, contribuendo a convincere l'allora giunta Aguzzi a mantenere un supporto economico per l'organizzazione dello stesso.
Con l’edizione 2022 il festival ha festeggiato 30 anni di attività ininterrotta.

## Il festival oggi
Dal 2017 i concerti principali si svolgono alla Rocca Malatestiana, mentre i giardini antistanti sono sede del Green Jazz Village.
Il festival ha infatti una vocazione alla sostenibilità ambientale, concretizzata con l'adozione dei Criteri Ambientali Minimi, e la realizzazione di azioni concrete volte a ridurre gli impatti ambientali del Festival.
Per tale ragione Fano Jazz By The Sea si è aggiudicato il premio Compraverde Buygreen 2020 nella sezione Cultura in Verde, promosso dalla Fondazione Ecosistemi e destinato alle realtà di spettacolo e cultura che si distinguono nell’adesione a progetti di ecosostenibilità.
Attualmente la struttura del festival prevede diverse sezioni, ognuna con una sua prerogativa:
- Main Stage, all'interno della Rocca Malatestiana, palco principale con alcuni tra i più grandi musicisti jazz italiani ed internazionali;
- Young Stage, nei giardini della Rocca Malatestiana, palco dedicato ai giovani talenti italiani del jazz;
- Exodus Stage, nella Pinacoteca San Domenico e nella Chiesa di San Francesco, iniziativa che si propone di far riflettere sul tema della migrazione;
- Cosmic Journey, sezione riservata a contaminazioni tra jazz e musica elettronica;
- Jazz For Kids, spazio didattico musicale per bambini e ragazzi;
- Live in the City, spettacoli e concerti in vari punti della città di Fano;
- Terre Sonore, spin-off del festival con eventi in vari luoghi della provincia di Pesaro e Urbino.

## Artisti partecipanti (parziale)
Di seguito vengono ricordati, in ordine di apparizione, alcuni fra i più grandi artisti che dal 1993 si sono esibiti sul palcoscenico di Fano Jazz by the Sea. Fra parentesi sono indicate le edizioni a cui l'artista ha partecipato.
- Tony Scott (1993)
- Ray Gelato (1993, 2007, 2012)
- Gary Bartz (1993, 1996)
- Paquito D'Rivera (1993, 2013)
- Jon Faddis (1993, 1996)
- Roy Haynes (1993, 1998, 2002)
- Kirk Lightsey (1993)
- Gianni Basso (1993)
- Renato Sellani (1993)
- Lionel Hampton (1994)
- Terry Gibbs (1994)
- Steve Turre (1994, 1997)
- Mulgrew Miller (1994)
- Diane Schuur (1994, 2004)
- Horace Clarence Boyer (1994)
- Benny Bailey (1994)
- Gary Burton (1995)
- Milton Jackson (1995)
- James Carter (1995, 2004, 2010)
- David Sánchez (1995, 2003)
- Billy Cobham (1996)
- Phil Woods (1996)
- Benny Golson (1996)
- Chico Freeman (1996)
- Kurt Elling (1996)
- McCoy Tyner (1996, 2007)
- Michael Brecker (1996)
- Ray Barretto (1996)
- Nnenna Freelon (1996)
- Bill Frisell (1996, 2018)
- Enrico Rava (1996, 2009, 2010, 2011, 2015, 2019)
- Paolo Fresu (1996, 2002, 2012, 2014, 2015, 2017, 2018, 2019, 2020)
- Rosario Giuliani (1996, 2020)
- Art Ensemble of Chicago (1997, 2003)
- Michel Petrucciani (1997)
- Miroslav Vitous (1997)
- Mike Mainieri (1997)
- George Garzone (1997)
- Peter Erskine (1997)
- Danilo Pérez (1997, 2010)
- Kenny Garrett (1997, 2002, 2016)
- Fontella Bass (1997)
- Stefano Di Battista (1997, 2003, 2015)
- Flavio Boltro (1997, 2003)
- Chick Corea (1998)
- John Patitucci (1998)
- Dave Holland (1998)
- Alfredo Rodríguez (1998)
- Charles Lloyd (1998)
- Roberto Gatto (1998, 2015, 2016)
- Antonello Salis (1998, 2002, 2020)
- Lester Bowie (1999)
- Dee Dee Bridgewater (1999, 2006, 2012, 2018, 2025)
- Martial Solal (1999)
- Carla Bley (1999)

- Steve Coleman (1999, 2004)
- Steve Swallow (1999)
- Michel Camilo (2000, 2013)
- Don Byron (2000)
- Uri Caine (2000, 2015)
- Herbie Hancock (2000)
- Mal Waldron (2000)
- Jeanne Lee (2000)
- Roscoe Mitchell (2000, 2003)
- Hugh Ragin (2000)
- David Murray (2000, 2004)
- Amina Claudine Myers (2000)
- Jamaaladeen Tacuma (2001)
- David S. Ware (2001)
- John Scofield (2001, 2005, 2016, 2017)
- Joshua Redman (2001, 2015, 2019)
- John Abercrombie (2001)
- Jack Dejohnette (2001)
- Furio Di Castri (2002)
- Paul McCandless (2002)
- Ralph Towner (2002)
- Glen Moore (2002)
- Mark Walker (2002)
- Chano Dominguez (2002, 2017)
- John Surman (2002)
- John Taylor (2002)
- Nicholas Payton (2002)
- David Kikoski (2002)
- Christian McBride (2002)
- Jan Garbarek (2002)
- Joseph Jarman (2003)
- Malachi Favors (2003)
- Don Moye (2003)
- Baba Sissoko (2003)
- Marcus Miller (2003, 2005, 2010)
- Éric Legnini (2003)
- Horacio Hernández (2003, 2016)
- Ron Carter (2003)
- Stephen Scott (2003)
- Gonzalo Rubalcaba (2003, 2016, 2021)
- Armando Gola (2003, 2016)
- Ignacio Berroa (2003)
- Michel Portal (2003, 2006, 2008, 2015, 2021)
- Sylvain Luc (2003)
- François Moutin (2003)
- André Ceccarelli (2003)
- Omar Sosa (2004, 2008, 2012, 2017, 2019)
- Nils Petter Molvær (2004, 2021)
- Jackie McLean (2004)
- Yellowjackets (2004, 2008, 2016)
- Rita Marcotulli (2004)
- Andy Sheppard (2004, 2018)
- Roy Hargrove (2004)
- Malik Mezzadri (2004)
- Paolo Di Sabatino (2004)
- Wynton Marsalis (2004)

- Wallace Roney (2005)
- Joe Zawinul (2005)
- Ahmad Jamal (2005)
- Chris Potter (2005)
- Richard Galliano (2006)
- Scott Henderson (2006)
- Hank Jones (2006)
- Richard Bona (2006, 2010, 2014, 2024)
- Maceo Parker (2006, 2010)
- Maurice El Mediouni (2007)
- The Bad Plus (2007, 2015, 2024)
- Stefano Bollani (2007, 2008, 2010)
- Randy Weston (2007)
- Mike Stern (2007, 2012)
- Chucho Valdés (2007)
- Defunkt (2008)
- SFJazz Collective (2008)
- Yaron Herman (2008)
- Joey Calderazzo (2008)
- Jerry Bergonzi (2008)
- Eddie Palmieri (2009)
- Brian Lynch (2009)
- Eddie Gomez (2009)
- Duduka Da Fonseca (2009)
- Toninho Horta (2009)
- Trilok Gurtu (2009, 2011, 2013, 2017)
- Larry Coryell (2009)
- Joey DeFrancesco (2009)
- Alphonse Mouzon (2009)
- Edmar Castañeda (2009)
- Cuong Vu (2009)
- Dhafer Youssef (2009, 2024)
- Gianluca Petrella (2009, 2017, 2020, 2023)
- Spyro Gyra (2009)
- Dino Saluzzi (2010)
- Dobet Gnahoré (2010, 2015, 2019)
- Eivind Aarset (2010, 2015, 2018, 2022)
- Nguyên Lê (2011)
- John McLaughlin (2011)
- Tom Harrell (2011)
- Hiromi (2011)
- Tuck & Patti (2011)
- Aly Keïta (2011)
- Noa (2012, 2016, 2022)
- Brad Mehldau (2012, 2016, 2018)
- Brian Blade (2012)
- Victor Bailey (2012)
- Chihiro Yamanaka (2013)
- Randy Brecker (2013)
- Fabrizio Bosso (2013, 2014, 2020)
- Funkoff (2013)
- Micheal Wollny (2013)
- Eric Schaeffer (2013)
- Daniele Di Bonaventura (2014, 2018, 2020)
- Fred Wesley (2014, 2022)
- Irit Dekel (2014)

- Danilo Rea (2014)
- Brian Auger (2014)
- Julian Oliver Mazzariello (2014)
- Marius Neset (2015)
- Vincent Peirani (2015)
- Raul Midón (2015)
- Troker (2015)
- Mark Guiliana (2016)
- Lars Danielsson (2016)
- No BS! Brass Band (2016)
- Michael Nyman (2017)
- Bokanté (2017)
- Tigran Hamasyan (2017, 2021, 2024)
- Louis Sclavis (2017)
- João Lobo (2017)
- Ba Cissoko (2018)
- Vijay Iyer (2018)
- Stanley Clarke (2018, 2023)
- Marialy Pacheco (2018)
- Joo Kraus (2018)
- Martin Tingvall (2018)
- Terence Blanchard (2019)
- Jacob Collier (2019)
- Donny McCaslin (2019, 2023)
- Giovanni Sollima (2019)
- Portico Quartet (2019)
- Yilian Cañizares (2019, 2021)
- Simone Zanchini (2020)
- Luciano Biondini (2020)
- Michael League (2020)
- Bill Laurance (2020)
- Javier Girotto (2020)
- Aymée Nuviola (2021)
- Antonio Faraò (2021)
- David Helbock (2021)
- Sons of Kemet (2022)
- Louis Cole (2022)
- Nubya Garcia (2022)
- Isfar Sarabski (2022)
- GoGo Penguin (2022)
- Neue Grafik (2022)
- Sona Jobarteh (2022)
- Lakecia Benjamin (2023)
- Rymden (2023)
- Theo Croker (2023)
- Fergus McCreadie (2023)
- Seun Kuti (2023)
- Manou Gallo (2023)
- The Next Movement (2024)
- Alfredo Rodríguez (2024)
- Ana Carla Maza (2024)
- Daniel Garcia (2024)
- Sinnerman (2024)
- Lehmanns Brothers (2024)
- Ida Nielsen (2025)
- Isaiah Collier (2025)
- Sharon Mansur (2025)
- Rachel Z (2025)
- Omar Hakim (2025)
- Nik Bärtsch (2025)
- Adédèjì (2025)

## Luoghi del festival
Di seguito si riportano alcuni tra i più importanti luoghi che hanno ospitato eventi del festival:
- Rocca Malatestiana[16]
- Arco d'Augusto
- Teatro della Fortuna
- Gola del Furlo
- Chiesa Di San Francesco
- Pinacoteca San Domenico
- Piazza XX settembre, Fano
- Marina Dei Cesari, Fano
- Corte Malatestiana, Fano
- Anfiteatro Rastatt, Fano
- Teatro romano di Gubbio
- Castello di Gradara
- Baia Vallugola